# 布雷达 (赫罗纳省)
布雷达，是西班牙加泰罗尼亚赫罗纳省的一个市镇。总面积5平方公里，总人口3381人（2001年），人口密度676人/平方公里。